# Ge Gan-ru
Ge Gan-ru (født 8. juli 1954 i Shanghai, Kina) er en kinesisk komponist, violinist, lærer og professor.
Gan-ru studerede violin og komposition på Musikkonservatoriet i Shanghai. Han har skrevet orkesterværker, kammermusik, strygerkvartetter, koncertmusik etc. Gan-ru blev grundet sin doktorgrad i komposition og musikteori, anbefalet af Chou Wen-chung som professor i komposition på Columbia Universitet (1983). Han hører til blandt Kina´s første avantgarde komponister, og hans værker er blevet spillet af bla. New York Filharmonikerne, Det Kongelige Skotske National Orkester, Hong Kong Filharmonikerne og Shanghai Symfoniorkester.

## Udvalgte værker
- Kinesisk rapsodi - for orkester
- Sommerfugl overture - for orkester
- Wu - Koncert for klaver og orkester
- YI Feng ll - Koncert for cello og orkester